# Restaurant (revue)
Restaurant est une revue britannique destinés aux chefs cuisiniers, propriétaires de restaurants et autres professionnels de la restauration, qui traite principalement de gastronomie.

## Description
Il s'agit d'un mensuel, publié par la société William Reed Business Media et diffusé à 16 642 exemplaires en 2010-2011. 
La revue publie tous les ans un classement des « 50 meilleurs restaurants au monde » (The World’s 50 Best Restaurants) en s'appuyant sur les votes de 837 chefs, restaurateurs, critiques et amateurs. De 2010 à 2012 ainsi qu'en 2014, c'est le restaurant danois Noma qui l'a emporté et, en 2013, le restaurant de Girona (Catalogne, Espagne) El Celler de Can Roca. 

### Crédibilité
Ce classement soulève des critiques quant à son sérieux,, et aux manipulations dont il fait l'objet, entraînant la démission de membres du jury. 
Le chef Ferran Adrià, pourtant plusieurs fois lauréat du concours, évoque poliment un manque de crédibilité et Joël Robuchon un manque de fiabilité. Le chef étoilé Martín Berasategui a parlé de « foutaise », de classement « truqué », et évoqué le rôle dans ce classement d'un « grand groupe international de l'agro-alimentaire » qui souhaiterait porter ombrage au guide Michelin. Le journaliste spécialisé Jörg Zipprick soulève également de nombreux autres problèmes quant à l'intégrité du classement.
Le groupe Nestlé, via ses marques d'eau San Pellegrino et Acqua Panna, sponsorise le classement World’s 50 Best Restaurants,.